# Kristian Gerner

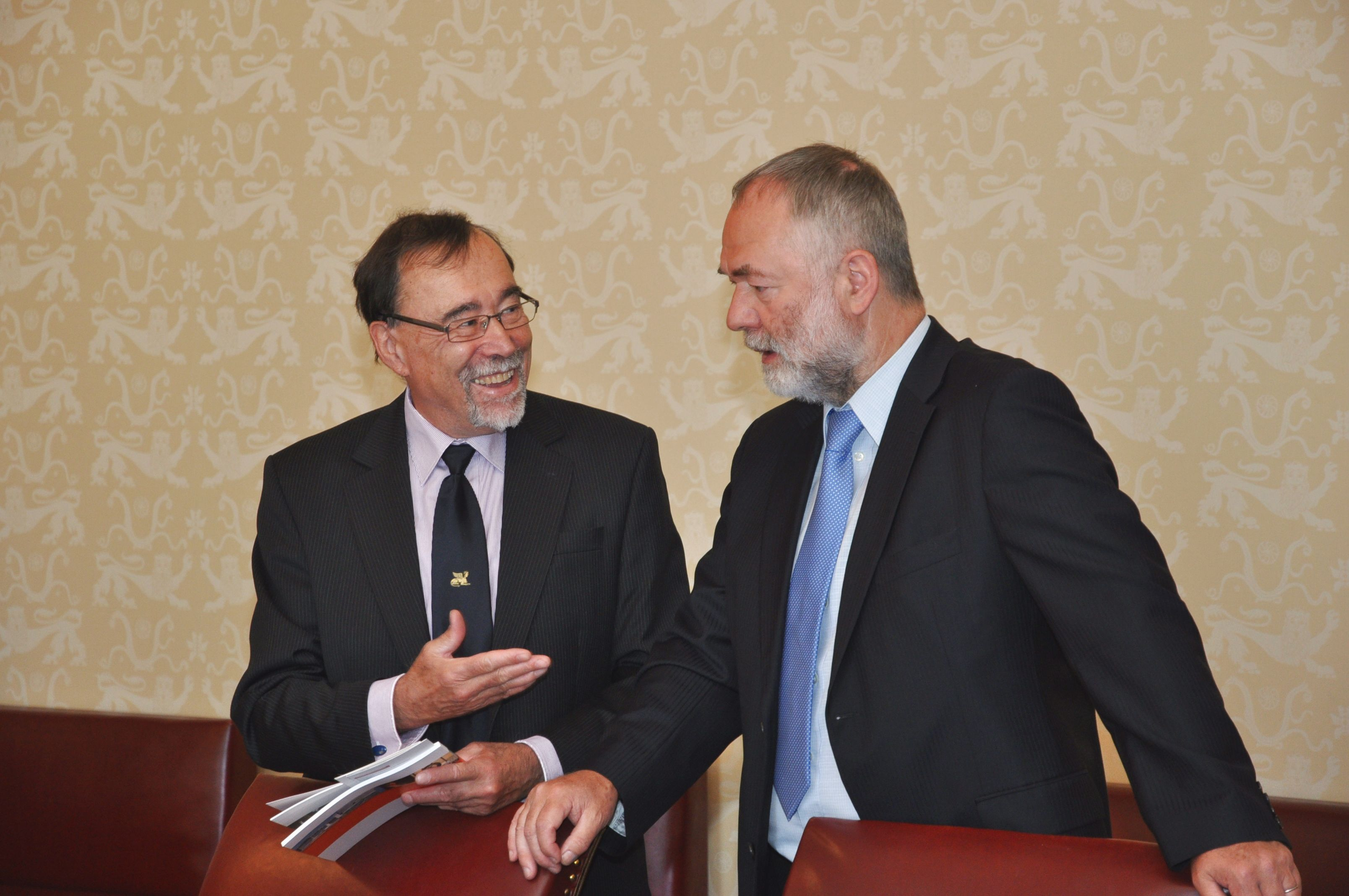
Kristian Gerner und Markus Meckel 2012

Kristian Gerner (* 25. Mai 1942) ist ein schwedischer Historiker, Autor, Osteuropa-Experte und Professor.

## Leben
Gerner studierte an der Universität Lund, wo er 1984 mit einer Diplomarbeit über die Beziehungen zwischen der Sowjetunion und Mitteleuropa in der Nachkriegszeit promovierte. Von 1994 bis 2002 war er als Professor für osteuropäische Geschichte und Kultur an der Universität Uppsala und seit 2002 ist er Professor der Geschichte an der Universität Lund. Seine Forschung hat sich auf die mittel- und osteuropäische Geschichte und Kulturgeschichte des 20. Jahrhunderts konzentriert. Er ist Mitglied im Vorstand der schwedischen Menschenrechtsorganisation Institut für Informationen kommunistischer Verbrechen (schwedisch: Upplysning om kommunismen, UOK).

## Werke
- Framtidsinriktad samhällsforskning i Sovjetunionen, mit Ingmar Oldberg, 1972
- Konflikten i Teschen 1918-1920, 1974
- Planhushållning och miljöproblem. Sovjetisk debatt om natur och samhälle 1960-1976, mit Lars Lundgren, Stockholm, Liber 1978
- Arvet från det förflutna. Sovjet på tröskeln till 80-talet, Stockholm, Liber 1978
- The Soviet Union and Central Europe in the Post-War Era: A Study in Precarious Security, Palgrave Macmillan, 1985, ISBN 0-312-74905-8
- Ideology and Rationality in the Soviet Model. A Legacy for Gorbachev, mit Stefan Hedlund, London, Routledge 1989, ISBN 0-415-02142-1
- Svårt att vara ryss. På väg mot postsovjetismen, Lund, Signum, 1989
- Centraleuropas återkomst, Stockholm, Norstedts 1991, 1992
- The Baltic States and the End of the Soviet Union, mit Stefan Hedlund, London, Routledge, 1993, ISBN 0-415-07570-X
- Hjärnridån. Det europeiska projektet och det gåtfulla Ryssland, mit Stefan Hedlund und Niclas Sundström, Stockholm, Fischer 1995
- Centraleuropas historia, Stockholm, Natur och Kultur, 1997, 2004
- Nordens medelhav. Östersjön som historia, myt och projekt, mit Anders Hammarlund und Klas-Göran Karlsson, Stockholm, Natur och Kultur, 2002